# Distretto di Khlong Hoi Khong
Il distretto di Khlong Hoi Khong (in thailandese: คลองหอยโข่ง) è un distretto (amphoe) della Thailandia, situato nella provincia di Songkhla.